# Тар (озеро, Иран)
Тар (перс. تار‎) — озеро в провинции Тегеран на севере Ирана, около 14,5 км к востоку от города Демавенда или 65 км от Тегерана. Расположено в долине на южных впадинах Эльбурса и на высоте 2911 м над уровнем моря и представляет одно из самых высоких озёр в государстве. Тар имеет площадь в 37 га, глубину 18 м и объём до 3,3 миллионов м². Водой его питает ряд небольших горных притоков и источников, а вытекает из него река Тар в направлении запада.

## География
Тар находится в средней части Эльбурса, то есть в долине т. н. Мошского разлома, которая, подобно горной цепи, распространяется в направлении восток-запад и имеет длину около 40 км. Долина ограничена горами Доберар (4072 м) на севере и Кух-е Зарин (3810 м) на юге. Регион с тектонической точки зрения очень активный, и землетрясения появляются в интервале от 160 до 620 годов, а последние две такие катастрофы зафиксированы в 1665 и 1830 гг. (6,5-7,1 баллов по шкале Рихтера), в ходе которых пострадал и соседний Тегеран. Рельеф окрестностей геологически датируется кайнозойским периодом и с точки зрения стратиграфии состоит из осадочных пород туфа, силтита и песчаника, то есть верхних слоев аллювия из периода голоцена и синклиналями. Оползень с Кух-е Зарина в долине сотворил великую природную плотину вследствие чего возникли Тар и Хавир, соседнее озеро, расположенное на 1,0 км к востоку и на −15 м меньшей высоте.
Южная часть Тара расположена так же, как и главная долина, и простирается в направлении восток-запад, а северная часть расположена так же, как второстепенная перпендикулярная ей долина около Доберара. Самая большая длина озера при максимальном объёме воды составляет около 1200 м, а ширина его колеблется от 150 до 450 м. Поверхность Тара составляет 0,37 км², высота над уровнем моря составляет 2911 м, а самая большая глубина — 18 м. Литоральная зона около гор весьма крута, и средний склон составляет около 50 %, а по направлению к главной долине на западе он несколько менее крут, а самый маленький склон — по направлению к аллювиальным почвам к северу от второстепенной долины. По южному берегу озера проходит локальная дорога, которая выходит на государственную дорогу-79 около Гиларда на западе и Даиль-Чая на востоке. Самые близкие населённые пункты, которые притягиваются к озеру — деревни Варин (7 км к западу от данного озера) и Харир (8,0 км к востоку).

## Гидрология
Тар в самом широком гидрологическом и гидрогеологическом смысле принадлежит к водосборному бассейну Намака, с которым его связывают реки Руд-е Тар, Руд-е-Демавенд и Джадж-Руд. Более узкий водосборный бассейн с Таром в центре имеет поверхность приблизительно 8,0 км², а озеро представляет собою непосредственный источник Руд-е Тара, который пролегает в сторону запада и к которому притекают несколько более мелких ручьёв, отделённых от Тара синклиналями Доберара. Верхи этих гор определяют северный водораздел, который его отделяет от каспийского водосборного бассейна, то есть водостока Руд-е-Ласема (притока Хараз-Руда). Несмотря на близость, то есть, на похожие геолого-морфологические и лимнологические характеристики, через соседний Хавир протекает река в направлении востока и принадлежит к другому водосборному бассейну — Дешт-е Кевиру. Тар от водосборного бассейна того озера, то есть, от реки, отделён синклиналями Доберара и Кух-е-Зарина.